# Daniel Benga
Daniel Benga (* 11. Februar 1972 in Vajdarécse) ist ein orthodoxer Theologe und Professor an der Universität München.

## Leben
Von 1990 bis 1994 studierte er orthodoxe Theologie an der Orthodoxen Theologischen Fakultät der Universität Bukarest (1994–1995: Magisterstudium an derselben Fakultät/1995–2000: Doktorarbeit bei Viorel Ioniță; Fach Kirchengeschichte. 2000 – Dissertation: Die großen lutherischen Reformatoren und die Orthodoxe Kirche. Beiträge zur Typologie der orthodox-lutherischen Beziehungen im 16. Jahrhundert). Von 1996 bis 1997 besuchte er einen intensiven Deutschkurs an der Evangelischen Fakultät in Hermannstadt#Bildung. Von 1997 bis 2001 war er Stipendiat des Diakonischen Werkes der EKD an der Theologischen Fakultät der Universität Erlangen-Nürnberg (zweite Doktorarbeit bei Karl Christian Felmy 2001 – Doktortitel – SUMMA CUM LAUDE – mit der Dissertation: David Chytraeus als Erforscher und Wiederentdecker der Ostkirchen). Von 2003 bis 2004 war er Stipendiat von New Europe College – Institute for Advanced Study in Bukarest – Guest of the Rector. Postdoktorales Forschungsprojekt: Einführung in das Ethos und die Mentalitäten des antiken Christentums. 2006 forschte er an der Universität Marburg zum Thema: Das Ethos des antiken Christentums. Von 2011 bis 2012 war er Stipendiat der Rumänischen Akademie mit einem postdoktoralen Forschungsprojekt: Identität und Abgrenzung. Abgrenzungsprozesse gegen die pagane Gesellschaft und die jüdischen Praktiken im syrischen Christentums des 3. Jahrhunderts. 2011 und 2012 forschte er für drei Monate am Franz Joseph Dölger-Institut in Kooperation mit Georg Schöllgen. Im März 2015 forschte er an der École biblique et archéologique française de Jérusalem zum Thema: Die Verehrung des Märtyrers Stephanus in Jerusalem und Konstantinopel in der christlichen Antike. Nach der Habilitation 2015 in Bukarest: Beiträge zur Kirchengeschichte: Das Ethos und die Mentalitäten des antiken Christentums; Orthodoxie und Reformation war er im Mai 2016 Gastprofessor an der Universität Ostfinnland.
Seine Forschungsschwerpunkte sind die Geschichte, Theologie und Spiritualität des nizäno-konstantinopolitanischen Glaubensbekenntnisses, die altchristlichen Kirchenordnungen, insbesondere die Syrische Didaskaliel, Alltagsleben und Liturgie in der christlichen Antike, Orthodoxie und Reformation. Theologischer Dialog zwischen den christlichen Konfessionen.

## Schriften (Auswahl)
- Marii reformatori şi Biserica Ortodoxă. Contribuţii la tipologia relaţiilor luterano- ortodoxe din secolul al XVI-lea. Editura Sophia, Bucureşti 2003, ISBN 973-8207-57-6.
- Metodologia cercetării ştiinţifice în teologia istorică. Editura Sophia, Bucureşti 2005, ISBN 9789737740403.
- David Chytraeus (1530–1600) als Erforscher und Wiederentdecker der Ostkirchen. Seine Beziehungen zu orthodoxen Theologen, seine Erforschungen der Ostkirchen und seine ostkirchlichen Kenntnisse. VVB Laufersweiler Verlag, Wettenberg 2006, ISBN 3-8359-5014-2.
- Identități creștine europene în dialog. De la mișcarea husită la ecumenismul contemporan (Studia Oecumenica, 3). Editura Universității Lucian Blaga, Sibiu 2010, ISBN 6061200056.
- Cred, mărturisesc și aștept viața veșnică. O istorie teologică a Simbolului Niceo-Constantinopolitan. Editura Basilica a Patriarhiei Române, București 2013, ISBN 606849506X.